# Doktor Doom
Doktor Doom (Victor von Doom) född i landet Latveria, är en superskurk i Marvels universum där alla Marvel-hjältar slåss tillsammans mot honom. Han brukar vara allmänt betraktad som Fantastic Fours ärkefiende.
Doktor Doom blev titulerad som den tredje bästa serietidningsskurken genom tiderna i IGN:s lista Top 100 Comic Book Villains från 2009.
I filmen Fantastic Four (2005) spelas Doktor Doom av Julian McMahon.

## Fiktiv biografi

### Tecknad superskurk
Doktor Doom hamnar på samma universitet som den kända Reed Richards (Mr. Fantastic) och Ben Grimm Thing. Doom och Reed utvecklar en ömsesidig respekt för varandra, två väldigt intelligenta människor som löser formler som inte ens deras lärare har klarat. Doom är kallsinnig inför människor han upplever som underlägsna.
Victor Van Doom bygger en maskin och ska testa den trots Reeds varningar. Maskinen exploderar och skadar Victors ansikte (och personlighet) permanent. Fylld av hat och vrede mot Reed, vilken han anklagar för sitt misstag, blir han utkastad från universitet. Tibetanska munkar tillverkar en stålrustning åt honom.
Han återvänder till sitt hemland Latveria och utnämner sig själv som diktator och styr landet med järnhand. Hans mål att förgöra mannen som han anklagar för sina skador, Reed Richards, och därmed hela Fantastic Four.

### Filmad superskurk
I filmen är Dr. Doom en framgångsrik man som tänker fria till Susan Storm. Doom hjälper Reed Richards och Ben Grimm med ett projekt rörande radioaktiva vågor i rymden. Uppdraget misslyckas, stormen kommer tidigare än väntat och Susan Storm, Reed Richards, Johnny Storm och Ben Grimm (Fantastic Four) får sina krafter av strålningen. Även Doom får superkrafter som muteras fram sakta. Doom lär sig att kontrollera metall och väljer motsatta sidan av lagen än Fantastic Four och blir då deras fiende.

## Krafter och förmågor
Victor von Doom är ett vetenskapligt geni. Han är ofta avbildad som en av de intelligentaste människorna i Marvel Comics. Han besitter ursprungligen även smärre mystiska krafter som han lärde sig från tibetanska munkar, men utökade dessa krafter i stor utsträckning med hjälp av sin älskare Morgan Le Fay. Han är kapabel att avfyra energistötar, skapa skyddande kraftfältsbarriärer och framkalla horder av demoner.
Doktor Dooms rustning gör honom dessutom övermänskligt stark och ger honom en viss grad osårbarhet. Men även utan sin dräkt har han visat sig vara en skicklig kampsportsutövare. Han dödade en gång ett lejon med sina bara händer.